# Дава Хотесса
Дава Дукеле Хотесса (англ. Dawa Dukele Hotessa, нар. 9 березня 1996, Аддис-Абеба) — ефіопський футболіст, нападник клубу «Адама Сіті» та збірної Ефіопії.

## Клубна кар'єра
Виступав на батьківщині за клуби «Сент-Джордж», «Адама Сіті» та «Хадія Хоссана».

## Виступи за збірну
Дебютував за національну збірну Ефіопії 3 серпня 2014 року в товариському матчі проти Анголи (0:1) У складі збірної брав участь у Кубку КЕСАФА 2017 року та Кубку африканських націй 2021 року, забивши на обох турнірах по голу, втім в обох випадках ефіопці не змогли вийти з групи.